# Буле, Иоганн Феофил
Иоганн Феофил (Готтлиб) Буле (нем. Johann Gottlieb Gerhard Buhle; 1763—1821) — немецкий философ, историк искусства и библиограф, ординарный профессор и декан словесного факультета Московского университета.

## Биография
Родился 29 сентября 1763 года в семье придворного хирурга герцога Брауншвейгского (по матери — племянник профессора И. А. Гейма).
Образование получил в брауншвейгской гимназии Св. Екатерины, а, затем, — в Каролингском коллегиуме в Брауншвейге. Его первое произведение по философии и истории было напечатано ещё в 1782 году — до его поступления в 1783 году в Гёттингенский университет. Одновременно изучал античность в Гёттингенской филологической семинарии, где в то время инспектором служил Х.-Г. Гейне.
В 1785 году получил золотую медаль за сочинение «Экономический календарь Палестины», составленный на основании сообщений путешественников о климате этой страны.
В 1785 году Буле был назначен наставником принца Карла фон Фюрстенберга, а с июля 1786 года в течение пяти лет был преподавателем греческого и латинского языков трёх английских принцев — герцогов Кумберландского, Суссекского и Кембриджского, которые учились в Гёттингене. Защитил диссертацию, посвящённую Аристотелю: «De distributione librorum Aristotelis in exotericos et acroamaticos ejusque rationibus et causis» (1786). В 1787 году получил место экстраординарного профессора (с 1793/1794 года — ординарный профессор) философии Гёттингенского университета. Здесь им были написаны сочинения по философии и истории античного искусства: «Einleitung in die allgemeine Logik und die Kritik der reinen Vernunft» (1795); «Geschichte des philosophirenden menschlichen Verstandes» (1791); «Lehrbuch der Geschichte der Philosophie und einer Kritischen Litteratur derselben» (1796); «Geschichte der neuern Philosophie seit der Epoche der Wiederherstellung der Wissenschaften» (1800—1804) и др.
В марте 1803 года получил приглашение попечителя Московского университета М. Н. Муравьева работать в России и в ноябре 1804 года направился в Москву. С 1805 года Буле в должности ординарного профессора естественного права и теории изящных искусств читал последовательно: критическую метафизику; право естественное, публичное и народное; теорию и историю изящных искусств в России (на французском языке); опытную психологию и логику; мифологию и археологию. Издавал «Московские учёные ведомости» (1805—1807) с критическими обзорами выходящих в России научных книг, а также «Журнал изящных искусств» (1807) с собственными статьями, переведёнными на русский язык. С октября 1808 года был директором Педагогического института. Часть университетских курсов читал у себя на дому, где среди его слушателей были А. С. Грибоедов и П. Я. Чаадаев. В 1810—1811 годах был деканом словесного отделения Московского университета.
В 1811 году покинул Московский университет из-за конфликта с попечителем П. И. Голенищевым-Кутузовым. Был назначен библиотекарем к великой княгине Екатерине Павловне и сопровождал её в 1812 году, во время нашествия Наполеона в Тверь и Ярославль — Буле сравнивал нашествие французов в Россию с походом галлов на Рим и Наполеон включил его в число своих личных врагов.
В августе 1814 года вышел в отставку и, возвратившись на родину, получил кафедру в Каролингском коллегиуме в Брауншвейге. Был также правительственным цензором.
Рукописный трактат Буле «Скромное предложение к инструкции для будущей организации и управления Университетской библиотеки в Москве» (1805) содержал перспективные предложения: систематическая расстановка фонда с применением шифров крепостной системы, выделение в отдельные фонды журналов и газет, составление и регулярное ведение двух каталогов-списков, алфавитного и реального (систематического), причём Буле предлагал записывать на отдельный лист произведения лишь одного автора. Им был написан «Опыт критической литературы по русской истории»: первая часть, содержащая литературу по древней общей северной истории («Versuch einer kritischen Literatur der russischen Geschichte. Erster Theil, enthaltend die Literatur der alteren allgemeinen nordischen Geschichte», 1810), охватывала обширный материал, в основном иностранных источников, и стала одним из лучших трудов по русской исторической библиографии.
Среди учеников Булле — профессора Н. И. Надеждин, И. И. Давыдов, многие декабристы и общественные деятели — И. Д. Якушкин, П. Я. Чаадаев, А. С. Грибоедов.